# Cantone di Saint-Pierre-d'Irube
Il Cantone di Saint-Pierre-d'Irube era una divisione amministrativa dell'arrondissement di Bayonne.
È stato soppresso a seguito della riforma complessiva dei cantoni del 2014, che è entrata in vigore con le elezioni dipartimentali del 2015.
Comprendeva i comuni di:
- Lahonce
- Mouguerre
- Saint-Pierre-d'Irube
- Urcuit
- Villefranque